# Purgas contra homosexuales en Chechenia

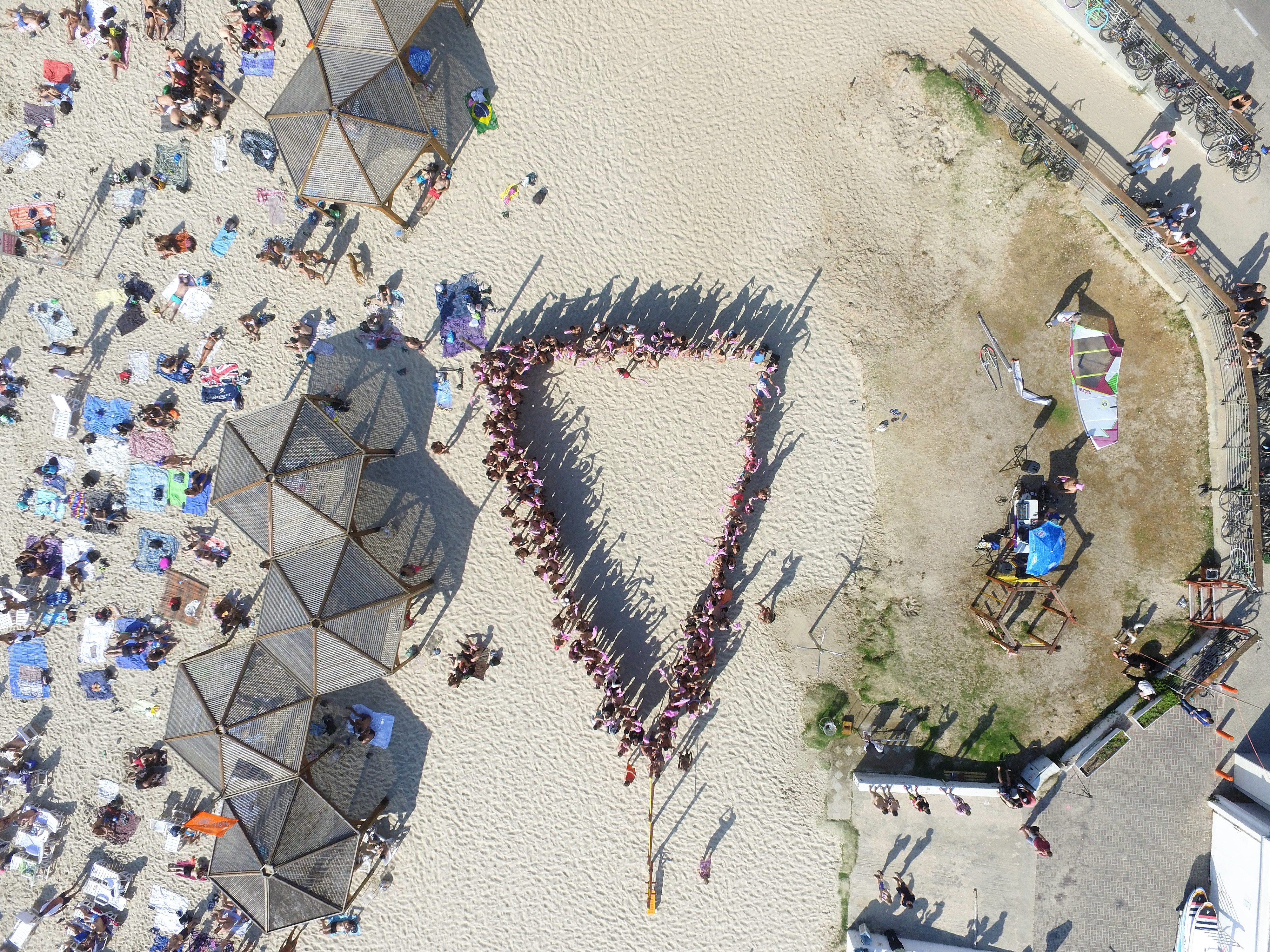
Homosexuales de Israel forman un Silencio = Muerte para mostrar su apoyo a los encarcelados por su orientación sexual en Chechenia.

Las purgas contra los homosexuales en Chechenia, han incluido desapariciones forzadas, secuestros secretos, encarcelamiento, tortura y ejecuciones extrajudiciales por parte de las autoridades contra personas por su supuesta orientación sexual, principalmente hombres homosexuales..Desde febrero de 2017, alrededor de 100 varones residentes de la República de Chechenia (parte de la Federación Rusa) presuntamente gays o bisexuales, han sido acorralados, detenidos y torturados por las autoridades debido a su orientación sexual.
Estas medidas severas han sido descritas como parte de una purga sistémica anti-LGBT. Los varones han sido detenidos y supuestamente torturados en lo que testigos y grupos de derechos humanos han descrito como campos de concentración.

## Descripción
Los hechos fueron reportados inicialmente el 1 de abril de 2017 en el diario Nóvaya Gazeta, un periódico opositor ruso, cuando al menos 100 varones supuestamente fueron detenidos y torturados, y al menos tres personas murieron en una ejecución extrajudicial. El periódico, citando sus fuentes en los servicios secretos chechenos, denominaron la ola de detenciones como una "batida profiláctica". El periodista que reportó la primicia ha tenido que ocultarse, y otros periodistas que han reportado la situación han recibido llamados a represalias.
Tanto las autoridades rusas como chechenas han negado cualquier conocimiento sobre los arrestos. En respuesta, la Red Rusa LGBT está asistiendo a cualquier persona que haya tenido que huir amenazado de Chechenia. Grupos de derechos humanos y gobiernos extranjeros han solicitado a Rusia y a Chechenia el fin de la purga.